# نادر گلچین
نادر دلدار گلچین (۱۰ آذر ۱۳۱۵ – ۳۱ شهریور ۱۳۹۶) مشهور به نادر گلچین، خوانندهٔ موسیقی سنتی ایرانی بود.
نادر گلچین از جمله خوانندگان صاحب سبک و دارای صدایی خاص خود بود. بیشتر آثار او به سال‌های پیش از انقلاب بازمی‌گردد. از آثار مهم او در آن دوران می‌توان به «یوسف گم‌گشته»، «مرغ سحر»، «کوچه باغ راز»، «ناوک مژگان»، «نوای کاروان»، «قصه شهر عشق»، «مسبب»، «من دیگه بچه نمی‌شم» و آلبوم‌های «گریز»، «نفس باد صبا» و «زلف بنفشه» یاد کرد.
گلچین صدایی خاص با سوزی پنهانی و نیز پخته و پرورده داشت که با ساختار ارکستری هماهنگی زیادی دارد. او همچنین از تحریرهای شمرده و پخته آوازی برخوردار بود و سعی می‌کرد که محدوده صدایش را بشناسد و در همان محدوده از تمامی ظرفیت‌های صدایش بهره ببرد. وی شعر را به خوبی می‌شناخت و به همان خوبی و شمردگی در آوازهایش ادا می‌کرد.
نادر گلچین با گوش سپردن به صفحه‌های گرامافون از اساتیدی چون رضاقلی‌میرزا ظلی،  ادیب خوانساری، تاج اصفهانی و… با دستگاه‌ها، نغمه‌ها و گوشه‌های موسیقی اصیل ایرانی آشنا شده و در واقع بدون استفاده از استاد خاصی، سبک آوازی خاص خود را ساخته بود. نادر گلچین در اسفند سال ۱۳۹۱ در گفتگو با مجله «نگاه» در ونکوور دراین‌باره چنین گفته‌بود: «به خاطر علاقه‌ای که به شعر داشتم به موسیقی کشش پیدا کردم. من از نواهایی که از رادیو پخش می‌شد بسیار کسب فیض کردم. از مدرسه به قهوه‌خانه محل می‌رفتم و از رادیو به آوای خوانندگان مورد علاقه‌ام همچون ادیب خوانساری، بنان و منوچهر همایون‌پور گوش می‌دادم. از مجموع این شنیده‌ها به سبکی رسیدم که از خصوصیات آن، تلفیق مناسب شعر و موسیقی بود؛ یعنی وقتی ابوعطا می‌خواندم شعری را انتخاب می‌کردم که با حالات ابوعطا تطابق داشته باشد تا آواز و شعر مکمل یکدیگر باشند. از خصوصیات دیگر سبک من تحریرهایی بود که بر روی کلام می‌ساختم.»
او با آهنگسازان و هنرمندان زیادی از جمله فریدون شهبازیان، عماد رام، مجتبی میرزاده، حسن یوسف‌زمانی، عباس خوشدل، همایون خرم، مهدی خالدی، محمد حیدری، فرامرز پایور، عبدالکریم مهرافشان و… همکاری داشت.
بازخوانی از تصنیف مرغ سحر ساختهٔ مرتضی نی‌داوود، مدیون فرامرز پایور می‌باشد و خواندن آن نیز به نادر گلچین که در آن زمان با گروه پایور همکاری می‌کرد سپرده شده‌بود. گلچین دربارهٔ این اجرا چنین گفته‌بود: «من از آقای پایور سؤال کردم، آیا این آهنگ دقیقاً منطبق بر ساخته اصلی آهنگساز است؟ وی گفت، نت این کار را در اختیار دارد و تمام حالات تحریرها و جملات، همه درست است. این باعث دلگرمی من شد که در اصالت قطعه تردیدی نیست. برای ادای احترام و کسب اجازه با برادرزاده مرتضی نی‌داوود تماس گرفتم. وی تأیید کرد، نی‌داوود از اجرای این آهنگ توسط آقای پایور و من اطلاع دارد و خیلی هم اظهار علاقه کرده است. این آهنگ را در ماهور فا ماژور اجرا کردم.» بازخوانی مرغ سحر در سال ۱۳۵۴ انجام شد و این ترانه مجدد در مرکز توجه عمومی قرار گرفت و بعد از آن، خوانندگان دیگری همچون عبدالوهاب شهیدی، محمدرضا شجریان و… نیز آن را خواندند. آلبوم «سه‌گاه زند» آخرین اثر منتشرشده از نادر گلچین است که  توسط پلتفرم بیپ‌تونز منتشر شد. در این آلبوم، فضل‌الله توکل نوازندگی سنتور و محمود رفیعیان نوازندگی تمبک را برعهده داشته‌اند. خود نادر گلچین نیز در این اثر به گویندگی پرداخته‌است. «سه‌گاه زند» اثری آواگرا با حال و هوایی سنتی محسوب می‌شود.
از بستگان وی می‌توان به دخترش نادیا دلدار گلچین و برادرزاده‌هایش بمانی دلدار گلچین و مرجانه گلچین اشاره کرد. نادر گلچین در ۳۱ شهریور ۱۳۹۶، درگذشت.

## زندگی
نادر گلچین فرزند حبیب و طوبی، در ۱۰ آذر ۱۳۱۵ در رشت متولد شد. از کودکی به موسیقی علاقه فراوانی داشت و از ۱۲ سالگی همکاری با رادیو رشت را آغاز کرد که در اختیار تیپ رشت بود و زیر نظر مدیران ارتش اداره می‌شد و خواننده محلی گیلان شد. همکاران وی در این رادیو عبارت بودند از: علی اکبرپور (آلتو، ویولن) نادر پوردلجو (قره‌نی) و عده‌ای دیگر از هنرمندان به نام رشت، که مدت‌ها این همکاری ادامه داشت. سال سوم دبیرستان به هنرپیشگی روی آورد و در تئاتر رشت در نمایشنامه‌های «بارگاه هارون‌الرشید»، «خواب‌های پینه‌دوز» شرکت کرد و آوازهایی را در بازیگری اجرا کرد.
نادر گلچین در سال ۱۳۳۸ به تهران آمد و بی‌درنگ فعالیت‌های هنری خود را در اداره هنرهای زیبا و وزارت فرهنگ و هنر آغاز کرد. اولین برنامه خود را با ارکستر محمود تاج‌بخش اجرا کرد و تا سال ۱۳۵۴ در این اداره به ترتیب با ارکسترهای فرامرز پایور، عباس خوشدل، عماد رام، مصطفی کمال پورتراب و عبدالکریم مهرافشان ادامه همکاری داد.
او در سال ۱۳۵۰ همکاری خود را با رادیو ایران شروع کرد که تا سال ۱۳۶۲ ادامه یافت. گلچین در برنامه‌های مختلف رادیو، به ویژه برنامه گل‌ها فعالیت چشم‌گیری داشت؛ و با هنرمندانی چون: فرامرز پایور، منصور صارمی، پرویز یاحقی، حبیب‌الله بدیعی، علی‌اصغر بهاری، جلیل شهناز، فرهنگ شریف، هوشنگ ظریف، فضل‌الله توکل، جهانگیر ملک، امیرناصر افتتاح، محمد اسماعیلی، آبتین اجلالی و منصور نریمان همکاری کرد. از کارهای او که بسیار مورد استقبال شنوندگانش واقع شد، اجرای آهنگ «آمد نوبهار» اثر مهدی خالدی بود که به رهبری فرهاد فخرالدینی بازسازی و با گروه کر رادیو اجرا شد.
نادر گلچین بر اساس قراردادهای فرهنگی‌هنری بین ایران و دیگر کشورها، همراه با ارکستر فرامرز پایور، به الجزایر رفت و موسیقی سنتی ایران را به هنردوستان آن کشور معرفی نمود.
از دیگر کارهای برجسته نادر گلچین اجرای برنامه‌ای به مناسبت زلزله بوئین‌زهرا، همراه با عماد رام بود. گلچین در گفتگو با مجله نگاه ونکوور دراین‌باره چنین گفته بود: «در سال ۱۳۴۱ که زلزله بوئین‌زهرا اتفاق افتاد، برنامه‌هایی برای جمع‌آوری کمک به زلزله‌زدگان تدارک دیده شده‌بود. در همین ارتباط هنرمندان نیز در تلویزیون خصوصی آن زمان، زنده برنامه اجرا می‌کردند. من نیز به اتفاق عماد رام به تلویزیون رفتیم. در آنجا مشاهده کردم برنامه‌هایی که درحال اجرا بود مناسبتی با فاجعه رخ داده، نداشته و بیشتر حالت نشاط و ریتمیک داشتند. از دفتر شعری که همراه داشتم، مناجات‌نامه‌ای از میرزا حبیب خراسانی انتخاب کردم:
الهی به مستان جام شهود،
به عقل آفرینان بزم وجود،
به آنان که بی باده مست آمدند،
ننوشیده می، می پرست آمدند.
به عماد رام گفتم با فلوتش بیات اصفهان بنوازد. وی پرسید: چه می‌خواهی بخوانی؟ گفتم به خواندنش کاری نداشته باش و با ذکر پرده خاصی، فقط از وی خواستم در بیات اصفهان شروع به نواختن کند. بعد از خواندن مناجات میرزا حبیب خراسانی، تصنیف:
در این حال مستی صفا کردم
تو را ای خدا من صدا کردم
دراین روزگاری که من دیدم،
چه شبها خدایا خدا کردم،
سبب گر بسوزد مسبب تو هستی،
سبب‌ساز این جهان تویی، تو.
را اجرا کردم. آهنگ این تصنیف نیز از من است و شعر آن را معینی کرمانشاهی سروده بود. من معینی کرمانشاهی را به رستورانی در ده ونک دعوت کردم. آهنگ را زمزمه کردم و ایشان همان‌جا این شعر را برای آن سرود. در آن اجرای تلویزیونی، من مناجات‌نامه میرزا حبیب خراسانی را که با سروده معینی کرمانشاهی هماهنگی داشت انتخاب کردم. وقتی اجرا شد و دهان به دهان گشت، آهنگ به نام آقای عماد رام ثبت شد. من هم چیزی نگفتم. خوانندگان دیگر هم بدون کسب اجازه از من آن را خواندند و باز هم چیزی نگفتم. باید عرض کنم که سازنده این آهنگ (آواز اولیه که یک بداهه‌خوانی است و تصنیف آن) من هستم.»
نادر گلچین در طول فعالیت‌های هنری خود، بیش از ۳۰۰ آواز و آهنگ اجرا کرد و در کنار کار خوانندگی، مدیر مسئول یک شرکت تکثیر نوار مجاز موسیقی نیز بود.

## عدم فعالیت پس از انقلاب
در سال‌های پس از انقلاب، نادر گلچین به دلایل مختلف، دیگر در زمینه خوانندگی فعالیتی نداشت. خود او در مصاحبه‌ای با روزنامه همشهری گفته‌بود: «من عضوی از وزارت فرهنگ و هنر بودم، سال‌ها در این وزارتخانه با ارکسترهای مختلف همکاری داشتم. آن موقع به اقتضای جوانی حس و حال فعالیت در من زیاد بود ولی با نزدیک شدن به ایام پیری خود به خود میل به فعالیت‌های هنری کاهش یافت. در ظاهر اینطور نشان نمی‌دهم ولی به قول شاعر «بر ظاهر آباد من امید مبند من خانه ویرانه‌ام از من بگریز»».
از نادر گلچین در ایران، آلبومی در سال ۱۳۸۴ به نام «گریز» منتشر شد. این آلبوم در واقع بازنشر کارهای مشترک قبل از انقلاب وی با فریدون شهبازیان بود.
در ۱۷ دی ۱۳۸۶ در فرهنگسرای هنر (ارسباران) مراسمی برای نکوداشت نادر گلچین و یادمان محمودی خوانساری برگزار شد و از این هنرمندان عرصه موسیقی تقدیر به عمل آمد.

## بیماری و درگذشت

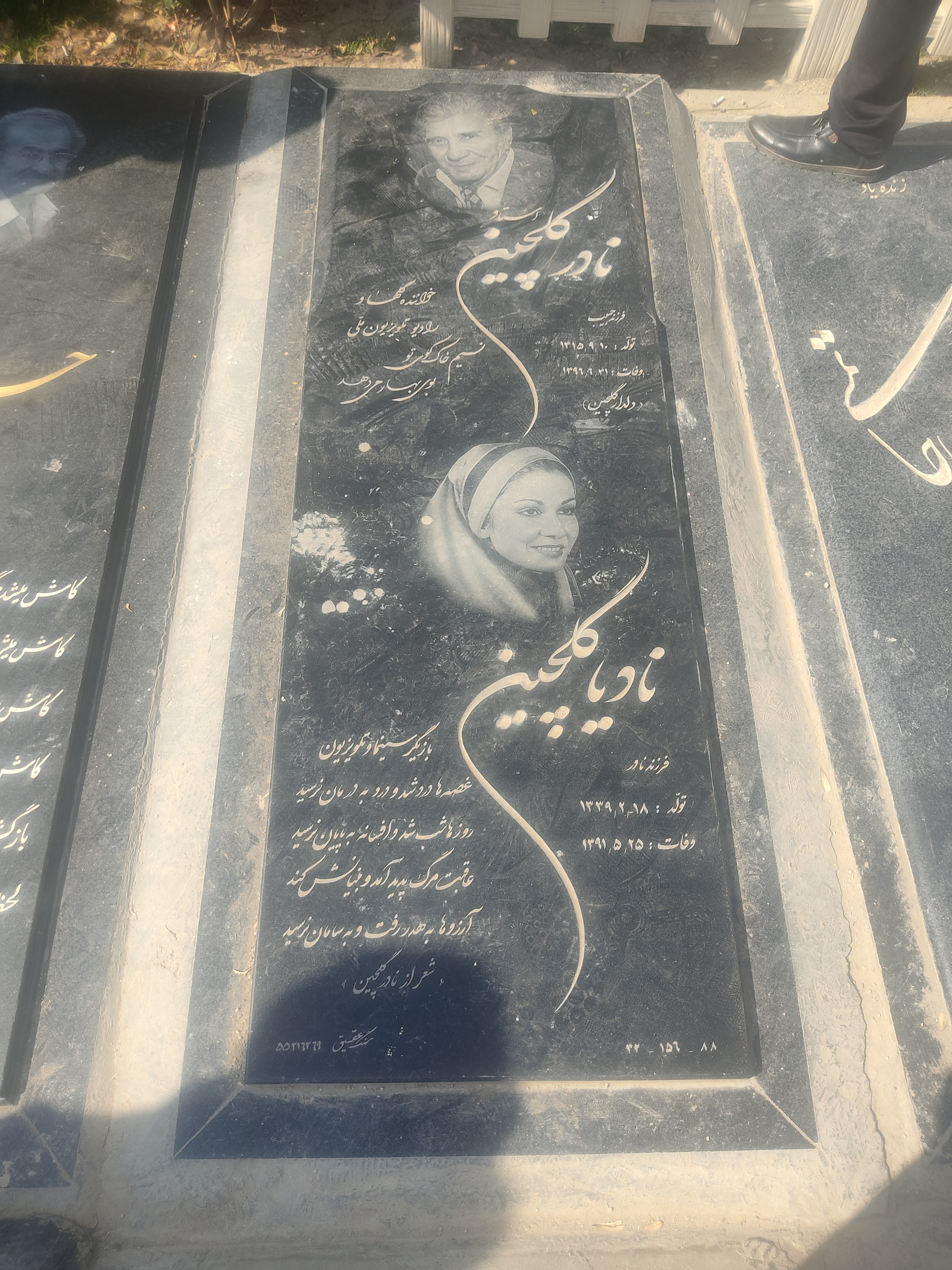
مزار نادر گلچین و دخترش نادیا گلچین در قطعه هنرمندان بهشت زهرا

وی در ۴ شهریور ۱۳۹۶ بر اثر تشدید بیماری قلبی ریوی در بخش مراقبت‌های ویژه بیمارستان گاندی تهران بستری شد و ظهر روز جمعه ۳۱ شهریور ۱۳۹۶ بر اثر ایست قلبی در سن ۸۰ سالگی درگذشت.